# Sphenella
Sphenella is een geslacht van insecten uit de familie van de Boorvliegen (Tephritidae), die tot de orde tweevleugeligen (Diptera) behoort.

## Soort
- S. marginata: Gebandeerde kruiskruidboorvlieg (Fallen, 1814)